# Tamulis
Tamulis ist ein litauischer männlicher Familienname.

## Weibliche Formen
- Tamulė (neutral)
- Tamulytė (ledig)
- Tamulienė (verheiratet)

## Namensträger
- Henrikas Tamulis (* 1938), Politiker, Bürgermeister von Kaunas
- Jonas Tamulis (* 1958),  Politiker, Mitglied des Seimas
- Ričardas Tamulis (1938–2008), sowjetischer Boxer
- Valentinas Tamulis (* 1964), Politiker, Bürgermeister von Kėdainiai